# مون پیل هی
مون پیل هی (انگلیسی: Moon Pil-hee؛ زادهٔ ۲ دسامبر ۱۹۸۲) بازیکن هندبال اهل کره جنوبی است.